# 祈安醮

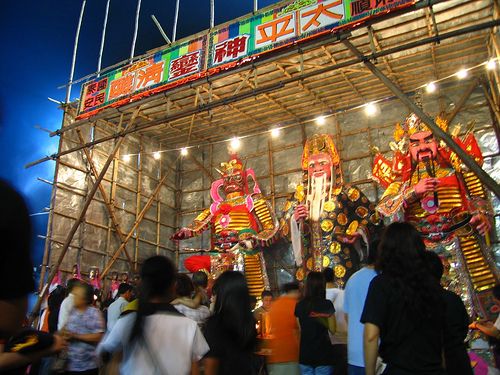
典型的太平清醮

祈安醮（粵語：音「照」），又稱太平醮、平安醮、太平清醮、太平福醮、安龍清醮、清醮、清醮會、打清醮、清吉醮、祈安清醮、天醮、春醮等，屬於醮的一類，是道教一個傳統儀式，亦是民間習俗，為答謝神明的庇護之恩，並且祈求風調雨順、五業興旺和地方平安。在四川、福建、廣東、香港、台灣一帶特別盛行。 在香港，太平清醮是村民酬謝神恩、祈求國泰民安的盛大儀式，又以依賴漁業和農業為生的村民最為著重。不少鄉村至今仍保留定期打醮的習俗，大部分清醮都稱為太平清醮，少數則稱為安龍清醮。
太平清醮活動承傳了不少中國民間風俗及文化，近代的太平清醮更吸引了不少外來人士參觀，如：長洲太平清醮便成為長洲當地一年一度的的大型活動，每次均帶來大量攝影者、遊客，人潮都擠滿地方不大的長洲，街道變得水洩不通，每次也為當地商店食肆帶來一定經濟收入，近年更有紀念品發售。

## 大中華地區

### 香港

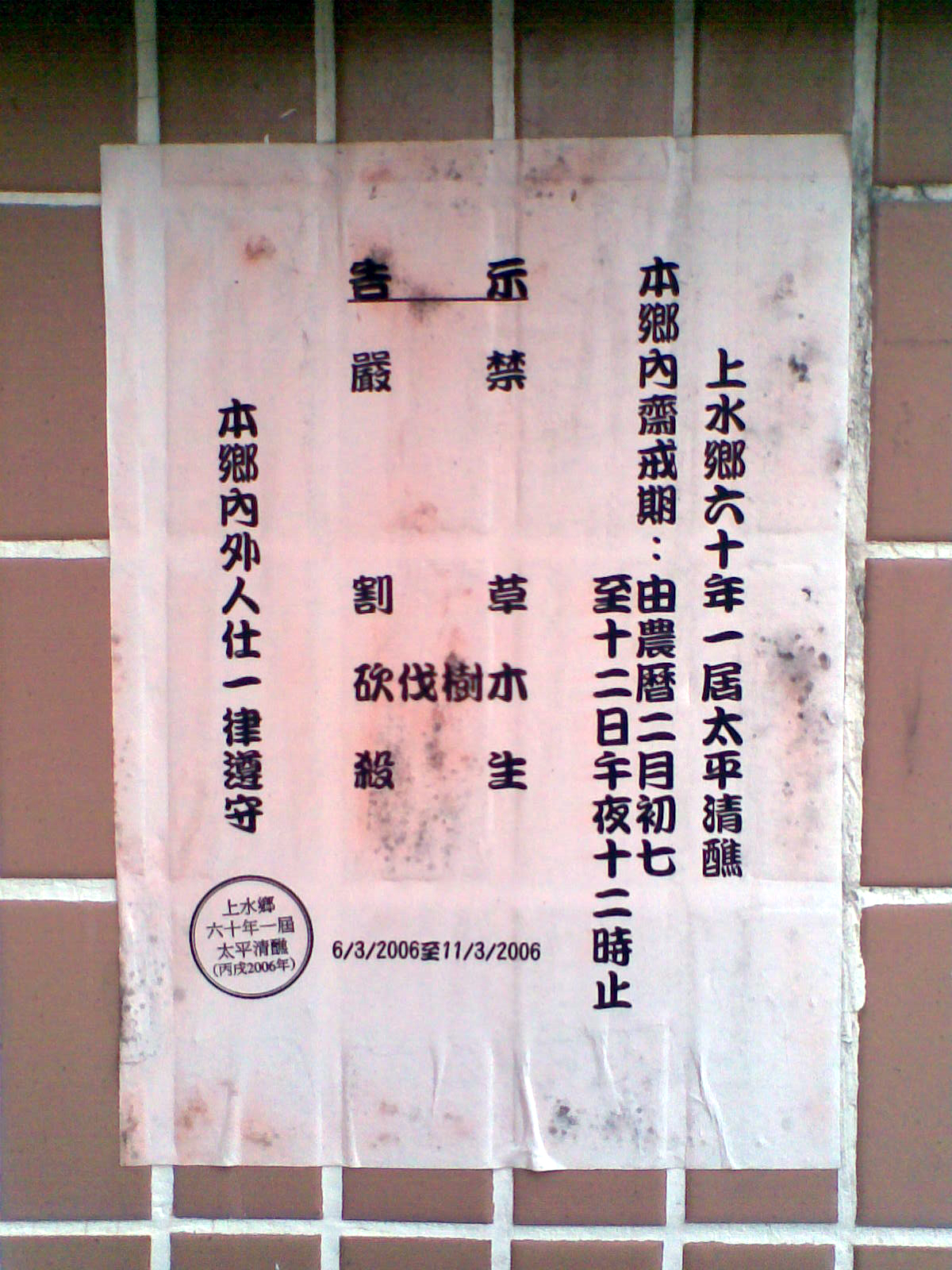
上水鄉太平清醮齋戒告示

香港的太平醮多以「太平清醮」命名，少數稱「安龍清醮」，據說源自清朝政府取消遷界令，村民可以重返故鄉後開始出現的宗教儀式。
太平清醮舉辦的日期有農業社區和漁業社區的分別，農業社區如新界的錦田鄉多在農曆十月、十一月舉行，而漁業社區如長洲，則在農曆四月、五月舉行。
太平清醮有很多儀式，不下二十種。雖說香港保存最古老的、最傳統、最正宗的儀式，但這麼多年下來，難免會受到時代的變遷而有所影響。
「取水淨壇」－以前「取水淨壇」時， 那些經道士作法保護過的「聖水」， 會分給村民，拿回家中飲用，以保平安。但是，發展到九十年代，這些用作浄壇的水，打醮過後，便會倒掉，不會再分給村民。原因很簡單，「聖水」取自河溪，但現在很多河溪都已受到污染，不宜直接飲用。
「神功戲」與「木偶戲」－另外， 有時候打醮時會演出「神功戲」或「木偶戲」。以前打醮多數演出「木偶戲」， 因為時人以為木偶為乾淨之物，有靈氣附體，適合人神共賞。但是「神功戲」論排場、論氣派、論氣氛，都比「木偶戲」優勝，所以如果經費充裕、場地寬敞時，都會選擇演出「神功戲」。
「行鄉」－「行鄉」好像拜年，即拜訪鄰村；亦有「賀醮」之舉，即鄰村於正醮日前來到賀。現在一些地方的打醮，已不再「行鄉」了。但也有例外，如某年廈村打醮，「行鄉」是從元朗行到屯門的， 歷時七小時之久！「行鄉」也是很熱鬧及富人情味的事， 七、八百人舞着一條金龍，到各村去問好，浩浩蕩蕩，場面實在壯觀。
打醮的長短也有不同，以前打醮，長短有所規定，第三日打醮謂之「正醮日」，由此亦知道甚麼時候是「賀醮日」，要前來到賀了。到時到候，各村依時配合，有次有序。現在打醮時間會縮短，四日五夜變成兩日三夜。儀式亦會相對減省，
喃嘸或道士是打醮的主角，但其實他們是不同的，喃嘸通常是師徒制的，各家喃嘸的規格不同，講究師承。道士通常是道觀訓練出來的，師承道觀。又因為對抗的是陰間的鬼怪，所以是中年男性，取其陽氣足定力夠。
「賀醮」,賀醮」時鄰村醒獅、舞麒麟前來到賀。一時鑼鼓喧天，醒獅、麒麟、金龍形態活潑，栩栩如生。三者各有代表，金龍代表主人家，亦即打醮的村落，醒獅及麒麟代表鄰村，但又親疏有別。醒獅、麒麟來時，每遇金龍，都要向金龍參拜三次，方為禮成，參拜期間，雙方交換禮帖。不同的醒獅，來自不同的村落，亦會互相行禮。三者，又各有大小之別。醒獅要向麒麟，麒麟不用向獅子行禮參拜，三者中，金龍位置最尊。
《太平清醮今昔比》　何志平

### 中國大陸
- 廣東深圳大鵬所城太平清醮：有幾百年歷史，五年一屆，以頭尾五年計（實際即四年一屆），主祀天后。中華人民共和國成立後中斷，至1980年代後才復辦，並於2007年以「大鵬追念先烈習俗」的名義列入廣東省第二批省級非物質文化遺產名錄。下一屆於2014年舉行。[3]
- 廣東東莞茶山镇南社太平清醮：始于清光绪三十四年（1908）。[4]
- 廣東陸豐河西镇太平清醮：由蔡姓和李姓鄉民主办，每12年举办一次，连续3年，一年3昼夜，斋戒20-40日，祈祷、祭拜、巡游等活动连续3日。
- 廣東海豐赤坑镇屿岭乡屿仔村太平清醮：由張姓鄉民主辦，七年一屆，主祀聖人公媽，下一屆為2017年。[5]
- 廣東揭陽惠來縣惠來城太平清醮：又稱「打火醮」，始於明朝末年，清雍正十一年（1733年）起定為十年一屆，逢丙年農曆十一月舉行，每次長達十天，主祀火神及城隍。中華人民共和國成立後停辦，至2006年復辦，下一屆為2016年。[6]
- 廣東惠陽秋长镇周田村周田二圣宫太平清醮：十年一届。[7]
- 廣東惠東新庵镇西来庵太平清醮：始於1943年，主祀佛祖。[8][9]
- 廣東惠东九龙峰谭公庙太平福醮
- 廣東惠东范和石门山仙姑太平清醮
- 廣東普寧圆山慈悲娘娘太平清醮：十二年一屆，下一屆為2016年。[10]
- 廣東河源龍川縣车田镇太平清醮：主祀华光大帝。[11]
- 廣東英德黄花镇太平清醮：主祀曹主娘娘[12]
- 廣東乳源太平清醮：主祀盤古[13]
- 廣東樂昌太平清醮：主祀盤古[13]
- 廣東潮州河婆六約太平清醮：始於清同治二年（1863年），六十年一屆，主祀三山國王，1923年後停辦。[14]
- 广西昭平县陆氏金公安龙清醮
- 江西鷹潭龍虎山太平清醮[15]
- 江蘇蘇州玄妙觀太平醮[16]

### 台灣
- 雲林縣褒忠鄉馬鳴山鎮安宮平安醮。[17]
- 澎湖縣湖西鄉龍門村安良廟平安醮：每年一屆，農曆十月十五日舉行，主祀水官大帝
- 台南永康市西勢廣興宮謝府元帥謝恩祈安五朝清醮
- 南投縣埔里鎮恆吉宮祈安五朝清醮：每12年逢歲次子(鼠)年舉行，其後三年逢歲次卯(兔)年，舉行三獻清醮又稱圓醮或完醮以答謝神明，除九二一大地震延後一年，從無間斷，主祀媽祖。[18][19][20][21][22]
- 安龍送虎儀式

1. 認為動工營造會擾動土地眾神，等竣工落成就要重新安鎮五方龍神，並押送煞神白虎煞離境。[23]源於在傳統漢人社會所流傳的通俗宇宙觀中，每座建築物都被視為一個小宇宙，每一塊土地都有神靈加以守護， 在廟宇之中的土地守護神稱為土地龍神，俗信若建造廟宇動土之時即會擾動龍神， 暫時破壞小宇宙之秩序。[24]
2. 台灣地區派別異同:正一派(或稱道法二門、紅頭道士)所行的「安龍送虎」，通常安排於夜晚完成。而靈寶派(烏頭道士)則可舉行一日或半日，既有安鎮五方龍神天尊、插柳招祥，也會採用「煮油淨穢」的潔淨儀式。[23]
3. 儀式進行前期準備(台灣北部正一派)[25]
  - 草席繪製:於全新草席上，以粉筆類之物，繪製上代表宇宙根源力量及宇宙根本 秩序的太極陰陽(日、月)、五行、先天八卦及洛書等圖像。
  - 米龍製作:在草席之上，以大量的白色精米以及香枝、碗匙、錢幣、鴨蛋和燈 燭等事物，舖排裝置出一條代表土地龍神的大型米龍。
4. 儀式進行[26]
  - 首先由高功引領瞧主向五方土地龍神上香、獻酒。接下來，高功即施行淨壇及以水勳劍、勦雞、勳筆等動作;待諸法器皆勳淨之後，即取雞冠血，和以昧砂，以做米龍開光之用。
  - 高功袖中藏訣、腳踩七星置步，踏破藏於黑布中之瓦片，象徵破除諸邪煞。接下來，高功便分別為龍頭、龍耳、龍眼、龍鼻、龍口、龍鬚、龍身、龍爪、龍腳、龍鱗及龍尾等部位，一一開光，賦予米龍生命，使土地龍神得以降臨入駐。
  - 開光之後高功於壇前，誠心請眾龍神以及跟土地有關之神祇，例如:承天效 法后土皇靈地祇、九天應元雷聲普化天尊、(東、南、西、北、中)五方龍神 君、開天大聖盤古仙師等...。
  - 待諸神安座後向諸神說明來意，並進行三次獻酒禮，獻酒時須誠心向諸 神請罪，例如安龍奠土科儀本當中寫道「龍神歸位，禁忌還方，赦除冒犯之愆，大賜方來之慶，無往虔誠」表達了懺悔之意，祈求龍神歸位，消除凶煞邪祟。
  - 唸誦玉樞寶經中跟土地有關的土皇九壘咒。
  - 依序拜(東、南、西、北、中央)天尊以及(青、赤、白、黑、黃)龍神，每個方位皆有一張安鎮符命，類似於公文具有命令之意。
  - 高功會以桃枝做弓，以柳枝做箭射向五方，意為射死老鼠、白蟻、害蟲，因以前的房子多為木造，最害怕這些鼠、蟻、蟲，以這種方式來驅趕牠們。
  - 向五方撒五穀，以前農業社會五榖對於人民非常重要，撒一方就會說一句吉祥話，釘子則象徵為「出丁」意味著生男孩、零錢象徵財富。
  - 高功吩咐眾信徒到指定位置，高功持箭步罡，眾人須迴避，噤聲期間不得喊他人姓名，高功持箭，插生肉引白虎出去(有一個白虎像)，放鞭炮、四聲 鑼後需靜默幾分鐘。
  - 送白虎同時將所有製作米龍的物品，包括鴨蛋(龍眼)、湯匙(龍耳)、錢幣(龍鱗)和蠟燭火(龍爪)等，五穀(玉米、紅豆、黑豆、稻子、喬麥)一起放入陶甕當中，埋到後院並以石板封住，象徵龍神重新安鎮於此，還需將瓦片以黑布包裹，踏破瓦片鎮煞。
5. 醮壇藝術:在科儀進行之前，要先在內壇中央地面上排設「米龍」，更是特殊而少見的。[24]

## 朝鮮半島

### 韓國
- 京畿道富川市梧亭区古康洞先史遺蹟告由祭天儀禮奉行。[27]

## 連結
- 香港節誕 -太平清醮（页面存档备份，存于）
- 道教文化資料庫：太平清醮
- 香港城市大學 中國文化中心 香港節誕
- 柴娃娃論壇：太平清醮

香港各地太平清醮
- 長洲太平清醮
- 上水鄉六十年一屆丙戌年太平清醮
- 60分鐘太平清醮
- 錦田鄉打醮-2005（页面存档备份，存于） 香港各地太平清醮
- 吉澳清醮慶典放煙花慶祝，星島日報，2006年10月23日
- 1726年首次太平清醮[永久]，明報，2006年10月31日
- 「太平清醮十字軍踩場事件」上
- 「太平清醮十字軍踩場事件」下
- （页面存档备份，存于）,太平清醮今昔比 何志平